# 沈起鳳
沈起鳳（1741年—1802年），字桐威，號薲漁、紅心詞客，江蘇蘇州府吳縣人，清朝作家。

## 生平
乾隆三十三年（1768年）戊子科江南鄉試舉人，會試不第，五十餘歲任祁門縣及全椒縣儒學教諭。一生窮困潦倒，主要倚靠賣文及任幕僚為生。乾隆五十九年（1794年）撰有《周次岳公八旬壽序）及《馬太君壽序》。嘉慶七年（1802年）卒。
沈起凤是个多才多艺的作家。诗词、戏曲、古文、小说，皆知名于当时。据说，他曾写有传奇数十种。乾隆帝两次到江南，官绅所献演的新戏，即多出其手笔。他的作品留传下来的不多，我们现在所能见到的，除了他的代表作《谐铎》外，主要就是由他的友人石韫玉搜罗刻成的四种传奇《报恩缘》、《才人福》、《文星榜》、《伏虎韬》，以及《红心词》、《续谐铎》等，另外，北京图书馆还藏有《薲渔杂著》文集一种，是他死后多年流传于世的一个抄本。
弟沈清瑞亦為知名作家。